# رنه تاتون

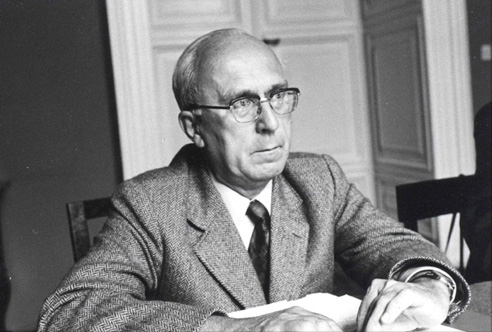
نگاره‌ٔ رنه تاتون، تاریخ‌نگار ریاضی اهل فرانسه

رنه تاتون (به فرانسوی: René Taton) (زادهٔ ۴ آوریل ۱۹۱۵ در آردن-درگذشتهٔ ۹ اوت ۲۰۰۴ در آژاکسیو) تاریخ‌نگار ریاضیات اهل فرانسه بود.

## رندگی و کارنامه
او نخست در اکول نرمال و سپس در نانسی تحصیل کرد و در در اکول نرمال سوپریور دانش آموخته شد و پس از آن دو سال را در سوربن گذراند و سپس آموزگار دبیرستان شد. در سال ۱۹۵۱ تحت سرپرستی گاستون باشلار درجه دکترا را با تزی درباه گاسپار مونژ و دوسارگ دریافت کرد. از سال ۱۹۵۲ در مرکز ملی پژوهش‌های علمی فرانسه به پژوهش سرگرم شد. او همچنین به همراه پیر کوستابل مدیریت مرکز الکساندر کواره را بر عهده داشته‌است. در سال ۱۹۵۷ به همراه فرنان براودل و کواره بخش تاریخ علم مدرسه عالی مطالعات علوم اجتماعی را بنیان نهاد و سپس به عنوان جانشین کواره از سال ۱۹۶۴ تا ۱۹۸۳ آن را مدیریت کرد. کمی پیش از مرگ ناگهانی اش در سال ۲۰۰۴ تاتون روی چاپ نوشته‌هایی از گاسپار مونژ که سال‌ها روی آن‌ها پژوهش کرده بود کار می‌کرد.

## جوایز
تاتون در سال ۱۹۷۵ مدال جرج سارتن که بالاترین پاداش برای یک تاریخنگار علم است را دریافت کرد. افزون بر این، در سال ۱۹۹۷ جایزه کنت ا. می به او اهدا شد.